# Potsjajna (rivier)
De Potsjajna (Oekraïens: Почайна) was een 8 km lange zijrivier van de Dnjepr, die zijn oorsprong vond in het gebied van het huidige Kiev en in het zuiden van Podil de Dnjepr in stroomde. Als gevolg van veranderingen in de rivierbedding en om de bevaarbaarheid van de Dnjepr te verbeteren, werd de Potsjajna in de 18e en 19e eeuw samengevoegd met de Dnjepr.
Volgens de overlevering stuurde prins Vladimir I, die zich in 988 had laten dopen, zijn onderdanen naar de Potsjajna om de doop en de overgang naar het christelijke geloof te ontvangen. Dit betekende de kerstening van het Kievse Rijk.
Een zijdal van de Potsjajna is Babyn Jar (Бабин Яр), waar eind september 1941 een bloedbad afspeelde en tienduizenden Oekraïense Joden de dood vonden.

## Galerij

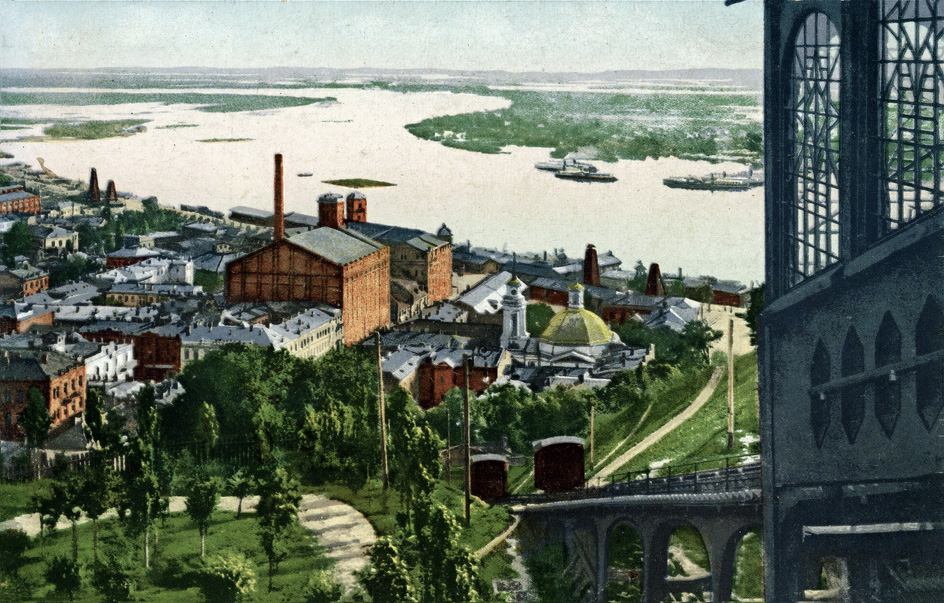
Een oude ansichtkaart van de Kievse wijk Podil met de Potsjajna (thans Dnjepr), 1917.
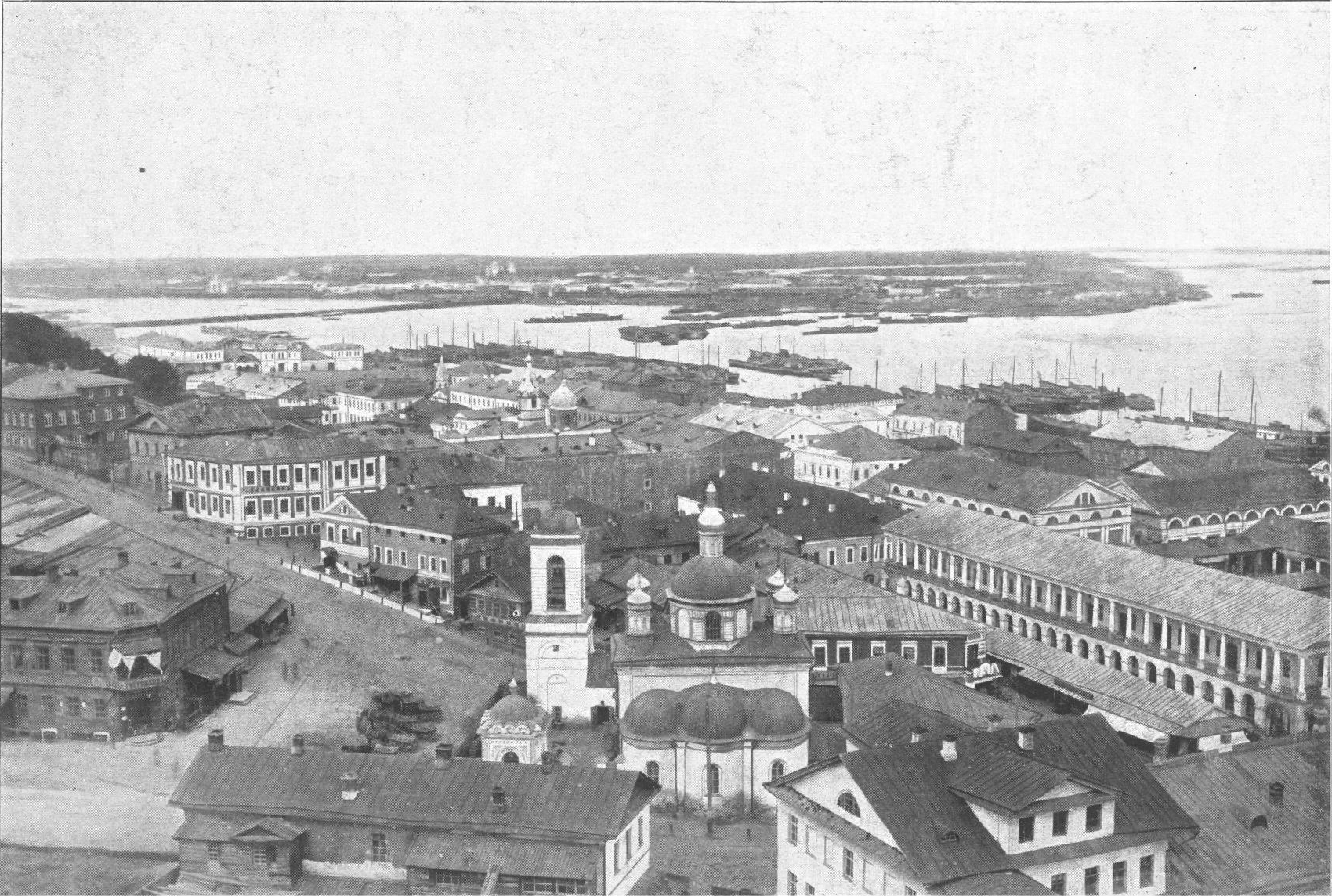
Uitzicht op de Potsjajna (thans Dnjepr), 1860.
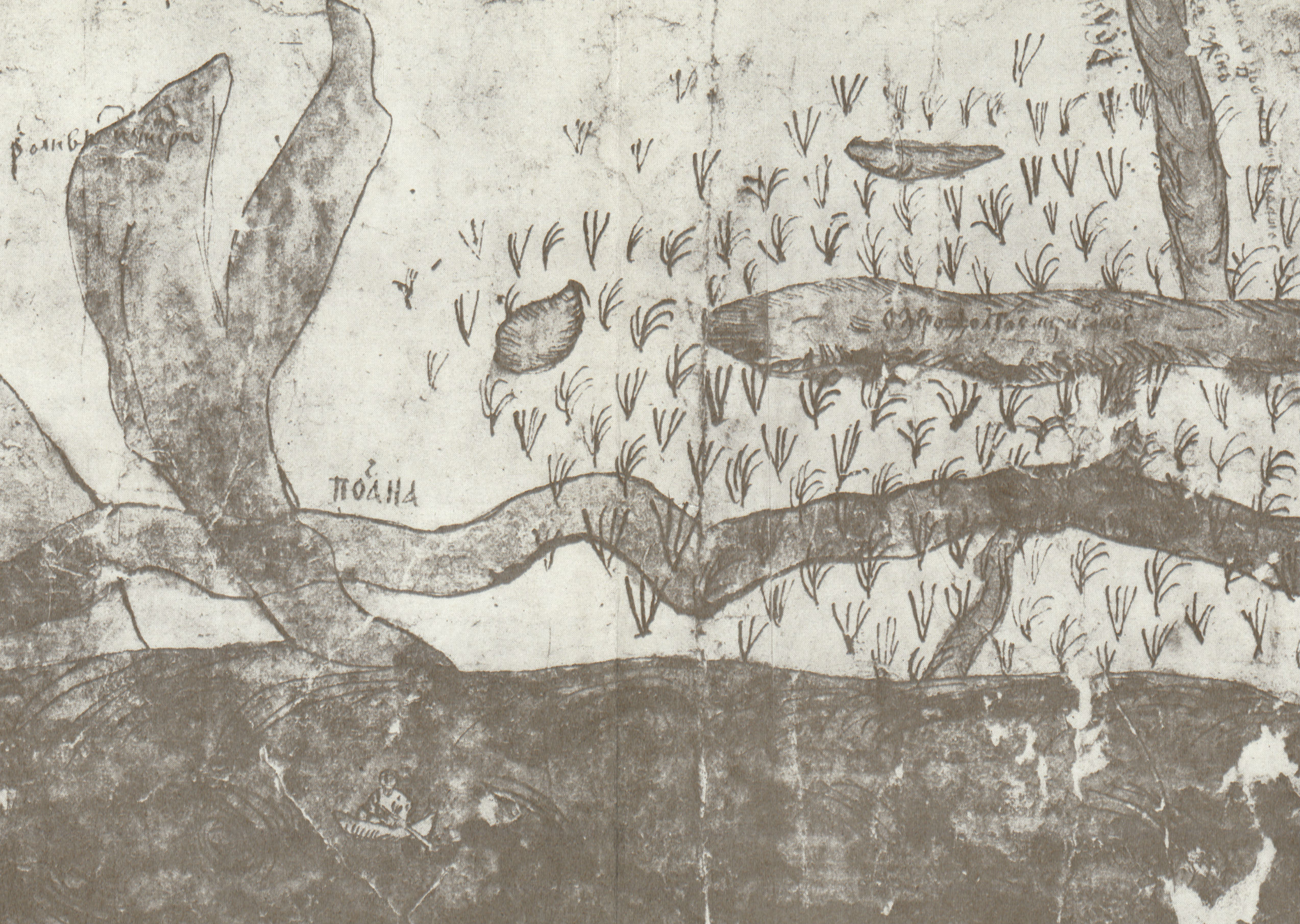
Een oude kaart met hierop de Potsjajna (thans Dnjepr), 1695.